# Урганда Неуловимая
Урганда Неуловимая (исп. Urganda la Desconocida) — добрая фея-волшебница, фигурирующая в цикле произведений о рыцаре Амадисе Гальском, которому она покровительствует. Появляется в романе португальского писателя Васко де Лобейры «Амадис Гальский» (конец XIV века). В конце XV века произведение было переведено на испанский и подверглось переработке Гарси Родригеса де Монтальво. Урганда действует также в многочисленных продолжениях и переработках историй об Амадисе. Прозвище «Неуловимая» (Urganda la Desconocida — букв. Неузнаваемая) связано с её магической способностью к перевоплощениям и быть неузнанной. Её роль в рыцарских романах схожа с образом Мерлина — наставника и советника в цикле легенд о короле Артуре.
Среди бурлескных поэм, входящих в Пролог к роману «Дон Кихот», Сервантес включил одну, названную в честь Урганды Неуловимой. Она состоит из стихов в которых отсутствует последний слог каждого стиха. В тематическом отношении она представляет собой шуточное напутствие автору, написанное от имени доброй волшебницы: «Расскажи о приключень- // Дворянина из Ламан-, // У кого от книг неле- // Ум  совсем зашёл за ра-». Также она упоминается и в дальнейшем. Так, после очередного несчастья Дон Кихот призывал на помощь добрую волшебницу (Первая часть, Глава V): «Погодите вы все: я тяжело ранен по вине моего коня. Отнесите меня на постель и, если возможно, призовите мудрую Урганду, чтобы она перевязала и исцелила мне раны».